# Цона Артиђанале (Падова)
Цона Артиђанале је насеље у Италији у округу Падова, региону Венето.
Према процени из 2011. у насељу је живело 42 становника. Насеље се налази на надморској висини од 0 м.